# The House Bunny
The House Bunny är en amerikansk filmkomedi från 2008 i regi av Fred Wolf, med Anna Faris, Colin Hanks, Emma Stone och Kat Dennings i rollerna. Filmen är skriven av Karen McCullah och Kirsten Smith.

## Skådespelare
| Skådespelare         | Roll               |
| -------------------- | ------------------ |
| Anna Faris           | Shelley Darlingson |
| Colin Hanks          | Oliver             |
| Christopher McDonald | Dean Simmons       |
| Beverly D'Angelo     | Mrs. Hagstrom      |
| Emma Stone           | Natalie            |
| Leslie Del Rosario   | Sienna             |
| Katharine McPhee     | Harmony            |
| Rumer Willis         | Joanne             |
| Kiely Williams       | Lilly              |
| Kat Dennings         | Mona               |
| Nick Swardson        | Fotograf           |
| Dana Goodman         | Carrie Mae         |
| Kimberly Makkouk     | Tanya              |
| Monet Mazur          | Cassandra          |
| Tyson Ritter         | Colby              |
| Sarah Wright         | Ashley             |
| Rachel Specter       | Courtney           |
| Owen Benjamin        | Marvin             |
| Hugh Hefner          | Sig själv          |
| Holly Madison        | Sig själv          |
| Bridget Marquardt    | Sig själv          |
| Kendra Wilkinson     | Sig själv          |
| Sara Jean Underwood  | Sig själv          |
| Hiromi Oshima        | Sig själv          |
| Sean Salisbury       | Sig själv          |
| Matt Leinart         | Sig själv          |
| Shaquille O'Neal     | Sig själv          |